# Progresywny regulator ciśnienia paliwa
Progresywny regulator ciśnienia paliwa – Power Boost Valve – regulator ciśnienia paliwa w układzie wtryskowym EFI, instalowanym w miejsce fabrycznego. Zadaniem takiego regulatora jest dokładniejsze dostosowanie dawki dozowanego paliwa w zależności od chwilowego ciśnienia powietrza panującego w kolektorze ssącym.